# Теорія ситуативної риторики
Теорія ситуативної риторики – розділ риторичної теорії, представлений у нарисі "Риторична ситуація" (1968) Ллойда Бітцера. 
Теорія ситуативної риторики має на меті "відродити поняття риторичної ситуації, подати хоча б основи відповідної концепції поняття та встановити як контрольний та фундаментальний аспект риторичної теорії". Нарис "Риторична ситуація" вважають найвпливовішим твором Ллойда Бітцера в галузі комунікації протягом другої половини ХХ століття. У цьому нарисі Бітцер намагався визначити риторику як дискурс, що реагує на певний тип ситуації.

## Риторичний дискурс
У нарисі "Риторична ситуація" Л. Бітцер окреслює риторику, як спосіб зміни реальності шляхом створення дискурсу, який змінює реальність за допомогою посередництва думки та дії. Це означає, що ритор впливає на реальність, створюючи дискурс такого характеру, що аудиторія настільки є залученою у процес, що стає посередником змін. Риторичний дискурс виникає внаслідок конкретної ситуації чи умови, що спонукає до висловлювання та вимагає відповідної реакції. 

Бітцер пише:
"Я стверджуватиму, що риторичний дискурс набуває свого характеру як риторичного із ситуації, яка його породжує".

## Риторична ситуація
Ллойд Бітцер вперше ввів термін "риторична ситуація" у 1968 році. Це розпочало нові дискусії та відкрило нові шляхи у дослідженні риторичної теорії. Поняття "риторичної ситуації", як і сама теорія Бітцера, займає унікальне місце у західній риторичній традиції. 
Бітцер визначає риторичну ситуацію як сукупність осіб, подій, предметів та відносин, що представляють фактичну чи потенційну необхідність та можуть бути повністю або частково усунені, якщо дискурс, введений у ситуацію, може стримувати рішення чи дії людей настільки, що спричинить суттєві зміни необхідностей. Риторична ситуація диктує значні фізичні та словесні реакції, а також види спостережень. Прикладом цього може бути президент, який зосередився на реформі в галузі охорони здоров’я, оскільки це очевидна проблема. Таким чином, ситуація вимагає від президента відповісти риторичним дискурсом щодо цього питання. Іншими словами, події створюють риторичне значення.
Хоча може існувати багато ситуацій, не всі ситуації можна визначити як риторичні ситуації, оскільки промова не може виправити проблему. Бітцер особливо зосереджується на відчутті часу (кайрос), необхідного, щоб говорити про ситуацію таким чином, щоб найкраще повпливати на ситуацію.

Для кращого розуміння терміну Ллойд Бітцер сформулював короткі визначення основних понять риторичної ситуації:
1. Риторичний дискурс виникає як відповідь на ситуацію, у тому самому значенні, що відповідь виникає у відповідь на запитання або рішення у відповідь на проблему.
2. Промові надається риторичне значення через ситуацію, подібно до того, як одиниці дискурсу надається значення відповіді або вирішення на питання чи проблему.
3. Риторична ситуація повинна існувати як необхідна умова риторичного дискурсу, так само як питання має існувати як необхідна умова відповіді.
4. Багато питань залишаються без відповіді, а багато проблем залишаються невирішеними; так само багато риторичних ситуацій дозрівають і занепадають, не даючи риторичного висловлювання.
5. Ситуація є риторичною настільки, наскільки потребує і вимагає від неї дискурс, здатний брати участь у ситуації і тим самим змінювати її реальність.
6. Дискурс є риторичним настільки, наскільки він функціонує (або прагне функціонувати) як доречна відповідь на ситуацію, яка потребує та вимагає цього.
7. Ситуація контролює риторичну відповідь в тому ж сенсі, що питання контролює відповідь, а проблема - рішення. Не ритор і не переконливий намір, а ситуація є джерелом та підставою для риторичної діяльності та риторичної критики.

### Складові риторичної ситуації
Кожна риторична ситуація, на думку Ллойда Бітцера, складається з трьох одиниць:
- Необхідність. Бітцер пояснює це поняття, як певну недосконалість, дефект, перешкоду, тобто щось, що потрібно виконати, виправити чи змінити, якщо воно відрізняється від того, яким повинно бути. Це ситуація, яка спричинює потребу в риториці (або висловлюванні), тобто щось, що перешкоджає здійсненню чогось бажаного. Цю проблему ритор вирішує своїм повідомленням. Проте, необхідність є риторичною лише тоді, коли вона здатна до позитивної модифікації в умовах дискурсу.
- Аудиторія. Для Бітцера, риторична аудиторія складається лише з тих осіб, які здатні зазнати впливу дискурсу та бути посередниками змін. Людина не є частиною риторичної аудиторії лише через те, що вона чує повідомлення, а тільки тоді, коли вона здатна змінити ситуацію, яка породила повідомлення.
- Обмеження. Кожна риторична ситуація має низку обмежень, що складаються з осіб, подій, предметів та відносин, які є частинами ситуації, адже вони можуть обмежувати рішення та дії, необхідні для модифікації необхідності. Іншими словами, обмеження – це переконання, документи, факти, традиції, інтереси, мотиви і т.д., які перешкоджають тому, що аудиторія належним чином реагує на потребу.

## Загальні характеристики риторичної ситуації
Бітцер пропонує ряд загальних характеристик або особливостей риторичної ситуації. Вони звучать так:
1. Існування ситуації спричинює риторичний дискурс; ситуація, яку сприймає ритор, закликає створити та представити дискурс.
2. Хоча риторична ситуація вимагає відповіді, це не означає, що вона вимагає будь-якої відповіді. Другою характеристикою риторичної ситуації є те, що вона вимагає відповідної реакції, тобто відповіді, яка пасує до ситуації.
3. Якщо є сенс сказати, що ситуація вимагає «доречної» відповіді, тоді ситуація повинна якимось чином передбачити необхідну відповідь.
4. Необхідність та комплекс осіб, предметів, подій та відносин, що породжують риторичний дискурс, знаходяться в реальності, є об'єктивними та загальнодоступними історичними фактами у світі, які ми переживаємо, і тому доступні для перевірки спостерігачем чи критиком, який бере участь у них.
5. Риторичні ситуації демонструють прості або складні структури, більш-менш організовані. Структура ситуації проста, коли є відносно мало елементів, які повинні взаємодіяти. З іншого боку, структура ситуації складна, коли для взаємодії потрібно застосувати багато елементів. Наприклад, складною риторичною ситуацією може бути президентська політична кампанія або звичайна справа в залі суду.
6. Риторичні ситуації виникають, потім або дозрівають та занепадають, або дозрівають і зберігаються - імовірно, деякі зберігаються нескінченно довго.